# Erin McLeod
Erin McLeod (Saint Albert, 26 febbraio 1983) è una calciatrice canadese, portiere dello Stjarnan e della nazionale canadese.

## Biografia
Ha sposato Ella Masar, sua compagna di squadra nello Houston Dash al momento del matrimonio e poi nel Rosengård.

## Carriera

### Nazionale
Al 27 aprile 2015, data della definitiva rosa annunciata dalla federazione canadese al Mondiale 2015 McLeod vanta 104 presenze complessive con la Nazionale canadese, partecipando a quattro diverse edizioni dei Mondiali (2003, 2007, 2011 e 2015), alle qualificazioni alle Olimpiadi del 2008 ed alle Olimpiadi di Londra 2012, dove, dopo aver giocato 5 delle 6 partite complessivamente disputate dalle canadesi, ha anche vinto una medaglia di bronzo il 9 agosto a seguito della partita vinta per 1-0 contro la Francia.

## Palmarès

### Nazionale
- Bronzo olimpico: 1

Londra 2012
- Oro olimpico: 1

Tokyo 2020